# Diplycosia undata
Diplycosia undata är en ljungväxtart som beskrevs av J.J. Smith. Diplycosia undata ingår i släktet Diplycosia och familjen ljungväxter. Inga underarter finns listade i Catalogue of Life.